# N̯
Le N brève inversée souscrite (majuscule : N̯, minuscule : n̯) est une lettre additionnelle de l’alphabet latin utilisée l’écriture du mapuche. Elle est composée d’un N diacrité d’une brève inversée souscrite.

## Utilisation
Dans l’alphabet mapuche unifié, le ‹ n̯ › représente une consonne nasale dentale voisée [n̪] et peut aussi être écrite avec le n macron souscrit ‹ ṉ ›.

## Représentation informatique
Le n brève inversée souscrite peut être représenté avec les caractères Unicode suivants :
- décomposé (Latin de base, Diacritiques)[2],[3] :

| formes    | représentations | chaînes de caractères | points de code | descriptions                                                   |
| --------- | --------------- | --------------------- | -------------- | -------------------------------------------------------------- |
| capitale  | N̯               | N◌̯                    | U+004E U+032F  | lettre majuscule latine n diacritique brève inversée souscrite |
| minuscule | n̯               | n◌̯                    | U+006E U+032F  | lettre minuscule latine n diacritique brève inversée souscrite |